# Culture Shock (DJ)
James Pountney, conocido artísticamente como Culture Shock, es un DJ de drum and bass británico.
Actualmente es uno de los mejores djs de drum and bass del mundo, actuando en festivales como Dreambeach Festival.

## Biografía
En 1996, Culture Shock conoció el drum and bass mientras escuchaba las estaciones de radio piratas de Londres. Montó su propio estudio con equipamiento básico en casa y grabó su propia música. Su primer lanzamiento fue "The Vega EP" en la discografía Moving Shadow en 2004. Dos años después firmó por RAM Records.
Después de un descanso largo, regresó en septiembre de 2014 con un remix de "Your Love" de Moko, y las canciones "Troglodyte VIP" y "Raindrops". Su canción "City Lights" que ha aparecido como instrumental en sus sesiones de DJ desde 2009, fue recogida por Virgin EMI Records y lanzada en 2015 por Bryn Christopher. El sencillo ha recibido difusión en las estaciones de radio y canales de música más populares del Reino Unido, y fue Track of the Day en BBC Radio 1.

## Discografía

### Álbumes
| Título   | Detalles                                                                                 |
| -------- | ---------------------------------------------------------------------------------------- |
| Sequence | - Lanzamiento: 7 de junio de 2019 - Discografía: RAM Records - Formato: Descarga digital |

### Extended plays
| Título          | Detalles                                                                                          | Tracklist                                                                           |
| --------------- | ------------------------------------------------------------------------------------------------- | ----------------------------------------------------------------------------------- |
| The Vega EP     | - Lanzado: 2004 - Discografía: Moving Shadow - Formato: Descarga digital, vinilo                  | - "Vega" - "White Knight" - "Alarms" - "Flight Path"                                |
| The Third Stage | - Lanzado: 30 de julio de 2007 - Discografía: RAM Records - Formato: Descarga digital, vinilo     | - "Rework" (con Brookes Brothers) - "Zeppelin" - "Vice Chase" - "Asteroids"         |
| Transit         | - Lanzado: 18 de diciembre de 2015 - Discografía: RAM Records - Formato: Descarga digital, vinilo | - "No More" (con Josh Parkinson) - "Steam Machine" - "Tangents" - "Rush Connection" |

### Singles
| Año  | Lanzamiento                                       | Discografía              | Álbum    |
| ---- | ------------------------------------------------- | ------------------------ | -------- |
| 2008 | "Kronix" / "Imax"                                 | RAM Records              |          |
| 2010 | "Bad Red" / "Surprise"                            | RAM Records              |          |
| 2011 | "Protection" / "Ohrwurm"                          | RAM Records              |          |
| 2012 | "I Remember" / "Troglodyte"                       | RAM Records              |          |
| 2014 | "Raindrops" / "Troglodyte VIP"                    | RAM Records              |          |
| 2015 | "City Lights" (featuring Bryn Christopher)        | Virgin EMI / RAM Records |          |
| 2016 | "Have It All" / "Pandemic"                        | RAM Records              |          |
| 2017 | "Bunker"                                          | RAM Records              | Sequence |
| 2018 | "East Block"                                      | RAM Records              | Sequence |
| 2018 | "There For You"                                   | RAM Records / Mau5trap   | Sequence |
| 2018 | "Get Physical"                                    | RAM Records              | Sequence |
| 2019 | "Take Control"                                    | RAM Records              | Sequence |
| 2019 | "Renaissance"                                     | RAM Records              | Sequence |
| 2020 | "Love To Give" (con Dimension feat Billy Lockett) | Self-Released            |          |
| 2020 | "Don't Sleep" (con Dimension)                     | Self-Released            |          |
| 2020 | "Visions"                                         | Ram Records              | Sequel   |
| 2020 | "Lost"                                            | Ram Records              | Sequel   |
| 2021 | "Deconstruct"                                     | Ram Records              | Sequel   |
| 2021 | "Discothéque"                                     | Ram Records              | Sequel   |
| 2021 | "Rise"                                            | Ram Records              | Sequel   |

### Remixes
| Año  | Canción           | Artista                           |
| ---- | ----------------- | --------------------------------- |
| 2011 | "Guilt"           | Nero                              |
| 2012 | "Come Alive"      | Netsky                            |
| 2014 | "Your Love"       | Moko                              |
| 2014 | "Love Alight"     | Crystal Fighters                  |
| 2014 | "Pistols At Dawn" | Seinabo Sey                       |
| 2015 | "King"            | GRADES                            |
| 2015 | "Swan Song"       | Espa (featuring Giggs)            |
| 2018 | "Broken Pieces"   | Camo & Krooked (featuring NIHILS) |
| 2018 | "Panic Room"      | Au/Ra                             |

### Otras apariciones
| Año  | Canción                                                       | Álbum                         |
| ---- | ------------------------------------------------------------- | ----------------------------- |
| 2006 | "The Bypass"                                                  | Dimensions 2 EP               |
| 2008 | "Smoothie" (Culture Shock & Brookes Brothers)                 | Dimensions 3 EP               |
| 2009 | "Gears"                                                       | Dimensions 4 EP               |
| 2009 | "Move Higher" (Sub Focus featuring Culture Shock)             | Sub Focus                     |
| 2010 | "Cathedral"                                                   | Nightlife EP, Pt. 1           |
| 2011 | "Footloose"                                                   | Nightlife EP, Pt. 3           |
| 2011 | "Machine"                                                     | Ram 100                       |
| 2013 | "You Make It Better" (Sub Focus featuring Culture Shock y TC) | Torus                         |
| 2015 | "Piano Dark"                                                  | Ram 200                       |
| 2018 | "Erosion" (The Upbeats featuring Culture Shock)               | No Sleep 'Til Japan & Iceland |